# Siège de Clonmel
Conquête cromwellienne de l'Irlande
Batailles
- Drogheda
- Wexford
- Clonmel
- Limerick
- Waterford
- Galway

Le siège de Clonmel, en Irlande, a lieu d'avril à mai 1650. Il se déroule dans le cadre de la Conquête cromwellienne de l'Irlande, lorsque la New Model Army se saisit de la ville.
La New Model Army remporte la victoire à 8 000 contre 1 000, mais en subissant des dommages importants.